# Dark Mission : Les Fleurs du mal
Pour plus de détails, voir Fiche technique et Distribution.
Dark Mission : Les Fleurs du mal est un film d'aventure franco-hispano-américain écrit et réalisé par Jesús Franco (crédité comme Jess Franco), sorti en 1988.

## Synopsis
Devant la progression alarmante des toxicomanes parmi la jeunesse, Derek Carpenter, un agent de la CIA, est envoyé au Pérou par la section antidrogues avec pour mission de détruire la plaque tournante secrète où convergent toutes les récoltes d'opium des plateaux andins. Dans l'avion qui le mène en Amérique Latine, Carpenter sympathise avec Linda Montana, la fille de Don Luis qui n'est autre que sa cible, soit le chef tout puissant d'un réseau de trafiquants de stupéfiants. Ce dernier explique à Linda que son exportation de drogues vers les États-Unis est un acte de vengeance contre les Américains. Selon lui, ancien guérillero communiste, ils sont responsables de la mort de sa femme dans un attentat perpétré contre Che Guevara. Pour lui nuire, Derek est prêt à tout mais Linda est partagée entre venger sa mère contre les Américains ou soutenir Derek dans sa mission… 

## Fiche technique
- Titre anglais : Dark Mission: Flowers of Evil
- Titre espagnol : Operaciõn Cocaïna
- Titre français : Dark Mission : Les Fleurs du mal
- Réalisation et scénario : Jesús Franco (crédité comme Jess Franco)
- Décors : Jaclyn Freedland
- Montage : Lina Romay
- Musique : Louis Alborado
- Photographie : Roger Fellous
- Production : Daniel Lesoeur et Tako Pezonaga
- Société de production et distribution : Eurociné
- Pays d'origine :  France,  Espagne,  États-Unis
- Langues originales : anglais, espagnol, français
- Format : couleur
- Genre : aventure
- Durée : 85 minutes
- Dates de sortie :
  - Espagne : 18 août 1988

## Distribution
- Christopher Mitchum : Derek Timothy Carpenter
- Christopher Lee : Luis Morel Stuart
- Brigitte Lahaie : Mauria
- Richard Harrison : Lieutenant Sparks
- Cristina Higueras : Linda
- Henri Lambert : Antonio
- Alicia Moro : Mrs. Barrios
- Daniel Katz : Mr. Barrios

## Article annexe
- Psychotrope au cinéma et à la télévision